# TRAF4
El factor 4 asociado al receptor de TNF (TRAF4) también conocido como proteína RING finger 83 (RNF83) es una proteína que en humanos está codificada por el gen TRAF4.
TRAF4 es un miembro de la familia del factor asociado al receptor de TNF (TRAF), una familia de proteínas de andamio.
Las proteínas TRAF conectan los receptores de IL-1R/Toll y TNF con factores de señalización que conducen a la activación de NF-κB y proteína quinasas activadas por mitógenos. Sin embargo, no se sabe que TRAF4 interactúe con los receptores de TNF y sus funciones celulares no se comprenden bien.

## Interacciones de proteínas
Se ha demostrado que TRAF4 interactúa con el receptor de neurotrofina, p75 (NTR/NTSR1), y regula negativamente la muerte celular inducida por NTR y la activación de NF-kappa B. Se ha descubierto que esta proteína se une a p47phox, un factor regulador citosólico incluido en un complejo de múltiples proteínas conocido como NAD(P)H oxidasa. Por tanto, se cree que esta proteína está implicada en la activación oxidativa de MAPK8/JNK. Se han observado variantes de transcripciones empalmadas alternativamente, pero se ha determinado la naturaleza de longitud completa de solo una.
Un informe reciente indica que TRAF4 se une a los receptores NOD-Like NOD1 y NOD2, e inhibe específicamente la activación de NF-κB por el complejo NOD2-RIP2 activado